# Heinrich Curschmann
Pour les articles homonymes, voir Curschmann.

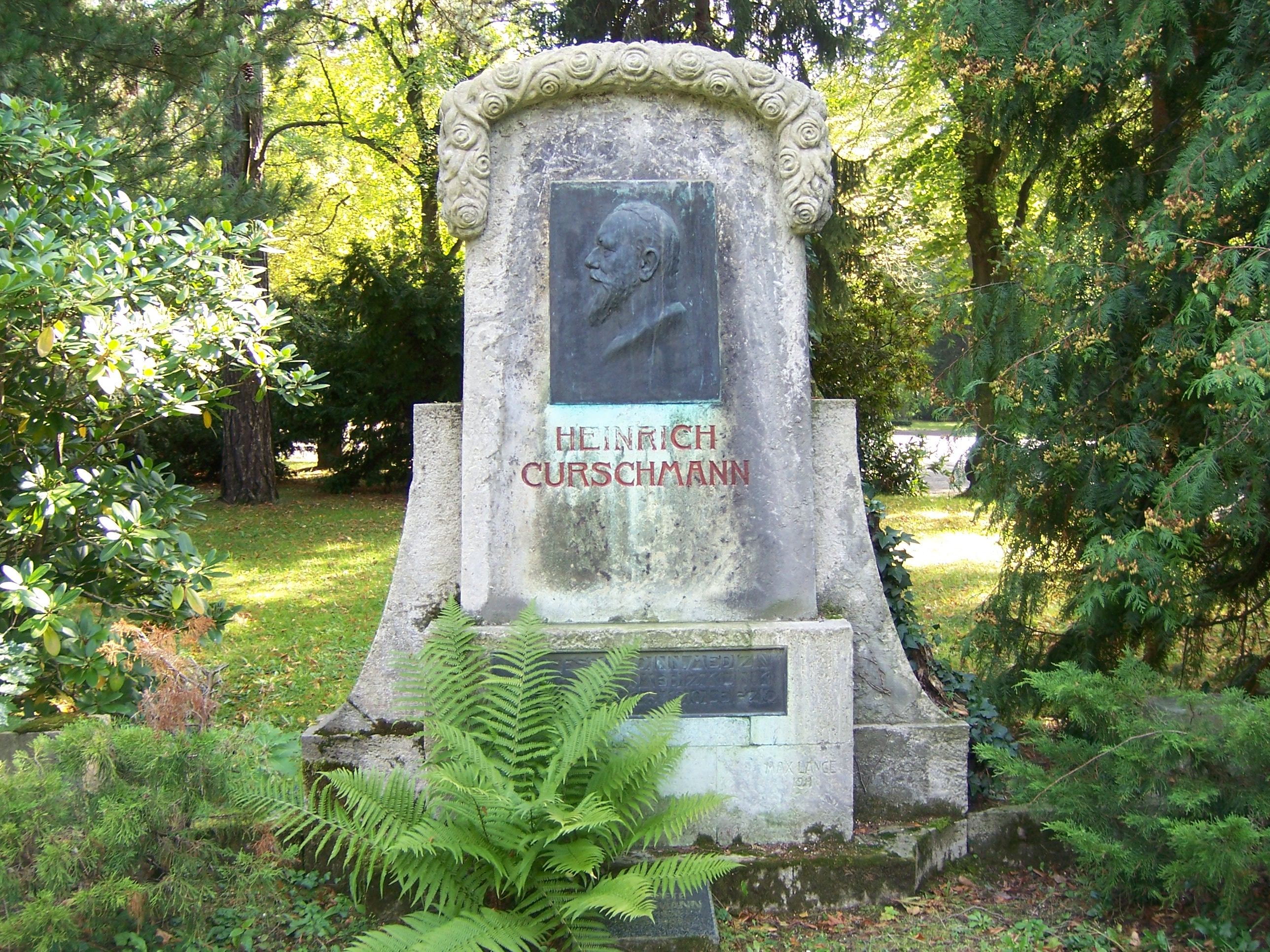
Tombe de Heinrich Curschmann et parents dans le cimetière sud de Leipzig

Heinrich Curschmann, né le 28 juin 1846 à Giessen et mort le  6 mai 1910 à Leipzig, est un médecin interniste hessois.

## Biographie
Heinrich Curschmann est le fils du professeur Johann Heinrich Curschmann (1818-1902) et d'Anna Maria Wilhelm (1822-1888) à Gießen et étudie la médecine humaine à l'université de Giessen de 1863 à 1868. Après avoir travaillé pour la première fois comme médecin assistant à l'hôpital Rochus de Mayence, il exerce à partir de 1871 dans des hôpitaux à Berlin-Moabit, avant d'être nommé directeur médical et chef des hôpitaux d'État à Hambourg en 1879. À Hambourg, il est responsable de la planification et de la fondation du Nouvel hôpital général d'Eppendorf, qui est construit à partir de 1884. À partir de 1885, les services respectivement achevés commencent à fonctionner sous la direction de Curschmann. Il quitte son poste en 1888, avant l'achèvement définitif de la construction de l'hôpital, pour devenir professeur à l'université de Leipzig. En 1892, il est élu membre de l'Académie Léopoldine.

### Famille
En 1872 à Berlin, il épouse Margarethe Lohde (1847-1915), une fille du conseiller sanitaire Dr. Hermann Lohde et Émilie Oppert. Le géographe Fritz Curschmann et le médecin Hans Curschmann sont ses fils, et le couple a également une fille.

## Héritage
En Allemagne, il est le promoteur de la photographie médicale, considérée à la fin du XIXe siècle comme une « voie royale » du diagnostic clinique, mais vite reléguée à un simple moyen documentaire avec l'avènement de la radiologie.
Il a laissé son nom à un type de trocart, le trocart de Curschmann, petit trocart utilisé pour évacuer un œdème sous-cutané.
Les spirales de Curschmann sont des filaments de mucus observés dans les expectorations des asthmatiques : elles correspondent à des moulages de bronchioles dont le mucus est évacué lors de la toux. 
La Curschmannstrasse est une rue de Hambourg-Eppendorf, située à proximité immédiate de la clinique universitaire d'Eppendorf (UKE) et nommée en son honneur en 1899. Le gymnasium construit dans cette rue a également reçu son nom, mais il ne le porte plus (aujourd'hui « Stadtteilschule Eppendorf »). La Curschmannstrasse de Leipzig porte son nom depuis 1931.
Sur le site de l'UKE, près du bâtiment O 36, se trouve un buste de Heinrich Curschmann réalisé par l'artiste Max Lange.